# الرابطة الألمانية للمواطنات النساء

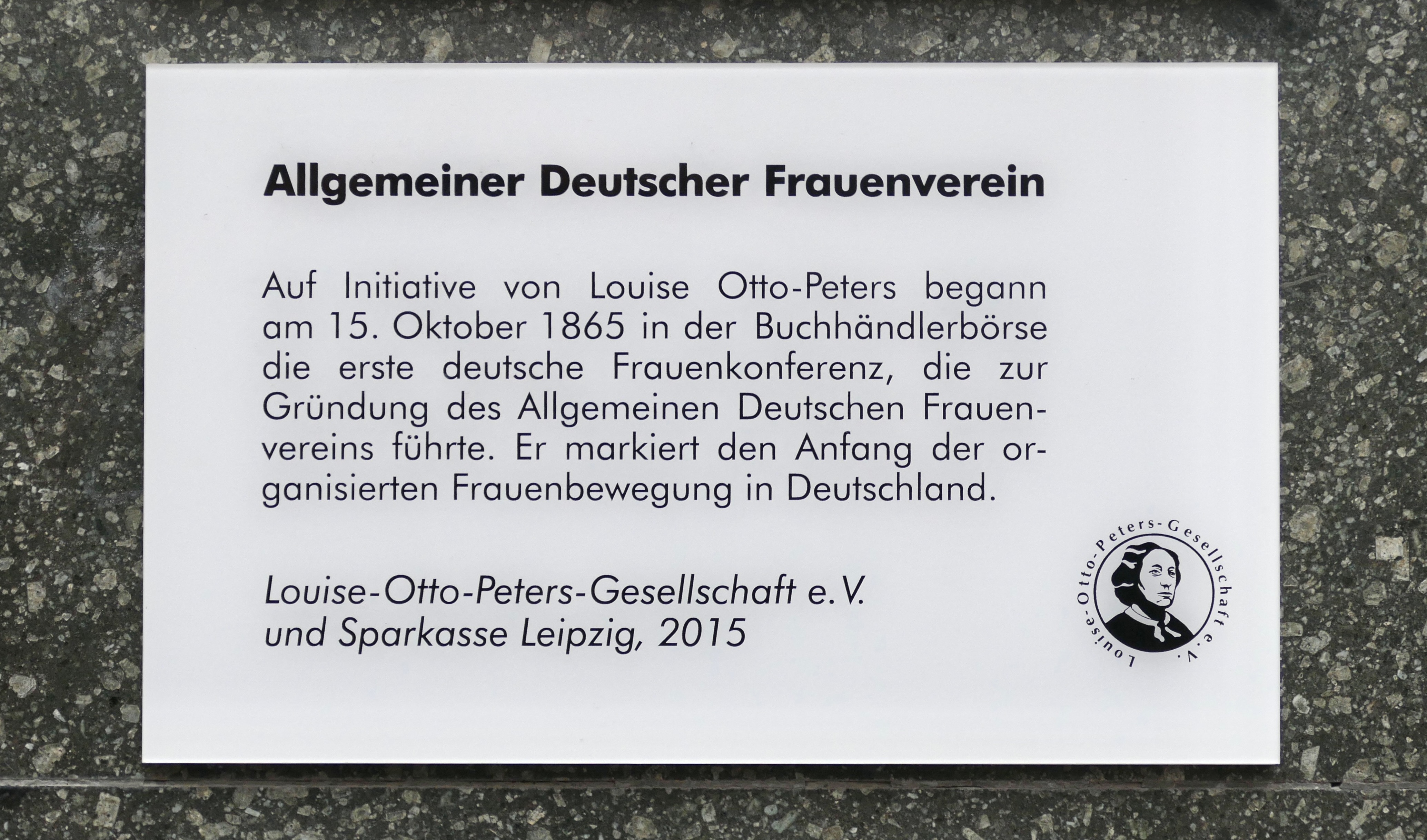

الرابطة الألمانية للمواطنات النساء هي أقدم منظمة ألمانية لحقوق النساء، تم تأسيسها في ال18 من أكتوبر عام 1865م.

## التاريخ
تم إنشاء هذه الرابطة بواسطة لويس أوتو بيتيرز و أغسطس شميدت في ليبزيج ف ال18 من أكتوبر عام 1865 و كان أول رئيس للحزب الديموقراطي الأجتماعي في ألمانيا أغسطس بيبل حاضرًا عندما أسست الرابطة ، كانت في الأصل مساه الجمعية العامة الألمانية للمرأة، أحد الأمثلة علي عملهم المبكر كان عندما رفضت ماريا فون ليندن دخول جامعة توبينجن كطالبة ، سمح لها بالدخول كطالب ضيف بتصويت 8 الي 10، مولت دراستها و دعمت من قبل هذه الجمعية ، أصبحت ليندن من أوائل أساتذة ألمانيا، أعتمدت الجمعية إسمها الحالي عام 1918، الرابطة الألمانية للمواطنات تابعة للتحالف الدولي للمرأة 